# Museum für Moderne Kunst München
Das Museum für Moderne Kunst München (MfMK München) ist ein imaginäres Museum und 1991 aus einem künstlerischen Projekt entstanden.

## Geschichte
Das Museum für Moderne Kunst München (MfMKM) wurde ursprünglich als virtuelles Museum konzipiert. Durch seine Ausstellungen in anderen Museen, Kunsthallen und Kunstvereinen ab 1994 wird es jedoch häufig als reales Museum bezeichnet. Dieses Museum hat keine eigenen Sammlungsbestände.
In den Ausstellungen des Museums in seinen Anfängen waren die einfachen Einladungskarten und komplizierten achtseitigen Klappkarten mit zum Teil philosophischen Texten zu sehen.
Mit der Eröffnung der Niederlassung Würzburg 1999 bekam das Museum eigene Ausstellungsräumlichkeiten.

## Inhalte
Das Museum ist 1991 als Projekt aus der künstlerischen Arbeit Hans-Peter Porzners Kunst und Alltag (1981–1988) entstanden. Dieser Zyklus mit etwa 180 großen Objekten und Installationen wurde erstmals 1988 komplett in der Galerie Mosel und Tschechow, München ausgestellt. Es erschien der Ausstellungskatalog „Brillanten im Mühlsteingetriebe“.
Das MfMK München setzt bis heute die anfänglich formulierten perspektivischen Problemstränge von Kunst und Alltag (1981–1988) fort, vollzieht aber immer deutlicher eine Abstandsbewegung vom Künstler.
Die einzelnen thematischen Schwerpunkte von Kunst und Alltag (1981–1988) wurden beispielsweise durch die Themen Briefmarke, Kunst auf der Briefmarke, die Kunst der Briefmarke, das Briefmarkenwertsystem und das Kunstwertsystem oder die Analyse der Verhältnisse zwischen Künstler, Sammler, Galerie, Museum, Publikum, Journalismus und Politik erweitert und damit von der subjektiven auf die objektive Wahrnehmung verlagert.
Ab 1998 ist die Economic Art ein dominierendes Thema. Sie beleuchtet die Kreativitätsprozesse in der Wirtschaft, in der Werbung und die entsprechenden Produkte im Hinblick einer künstlerischen Relevanz. Die Frage, inwieweit künstlerische Prozesse in andere Bereiche abwandern, diese beeinflussen und umgekehrt, wie der Künstler auf diese Kontexte reagiert und künstlerisch umsetzt, wird durch die Ausstellungsprojekte des Museums wissenschaftlich erforscht.
Der übergreifende Zusammenhang der Museumsaktivitäten wird durch die Reflexion auf den Kunstbetrieb bezeichnet.

## Die Kunst des Museums für Moderne Kunst München
Hans-Peter Porzner verstand die Aktionen des Museums für Moderne Kunst München, also das Versenden von Einladungskarten und das Schalten von Anzeigen in Kunstzeitschriften, nur im Rahmen ihrer Aktualität als Kunst. Das Öffnen des Briefumschlags war nach dieser Definition also Kunst, das Sammeln und Aufbewahren der Karten schon nicht mehr. Die Anzeigen in den jeweiligen Kunstzeitschriften waren nur Kunst bis zum Erscheinen der nächsten Heftnummer. Die Verfallszeit betrug also häufig nur ein oder drei Monate. Erschien eine Kunstzeitschrift nur zweimal im Jahr, betrug die Verfallszeit ein halbes Jahr. Porzner reflektierte damit auf berühmt gewordene Definitionsversuche in den frühen 1960er-Jahren – von beispielsweise auf den Begründer der ersten Videogalerie Gerry Schum bis Joseph Beuys.

## Das System Fehler
„Der dicke Fehler“ begleitet das Museum für Moderne Kunst München seit seiner Gründung 1991, also von Anfang an. Der Fehler wird aber tatsächlich pointiert systematisch in Szene gesetzt, die produktive Kraft des Fehlers gesucht. Hans-Peter Porzner deutet auf diese Weise beispielsweise Hegels Dialektik zwischen dem Sein und dem Nichts (Logik), Sigmund Freuds „Theorie des Versprechens“ bis zu entsprechenden Sachverhalten von Barnett Newman bis Dieter Roth. Das Museum für Moderne Kunst München steht für eine Metasprache. Sie bestimmt den Ort des Museums, seine Originalität, seine Authentizität. Das Museum unterscheidet damit zwischen einer Sache der Kunst und bloßen Produkten der Marktteilnahme, der Konsumkunst, d. h. des Kunstbetriebs. Es arbeitet an einer Sprache, um die Physik zwischen Kunst und Konsumkunst, die Sache von natürlichen Weltverhältnissen, das Subjekt-Objektverhältnis neu einzukreisen.

## Niederlassung Würzburg
Seit der Gründung der Niederlassung widmet sich das Museum verstärkt mit seinen Ausstellungen dem Thema Arte Povera und dem Projekt Würzburger Hotelturm als einem weiteren Meilenstein der Economic Art.

## Adaption nach 1998
Die erste Anzeigenstrecke des MfMK München zum Thema Economic Art wurde in der Schweizer Kunstzeitschrift Artis Zeitschrift für neue Kunst 1995 geschaltet. Dieses Thema wurde dann vor allem in der Kunstzeitschrift art Das Kunstmagazin ab 1998 vorangetrieben.
Die auf Erweiterung ausgerichtete innere Struktur der Economic Art führte teilweise dazu, dass die Verantwortung der künstlerischen Gestaltung abgegeben wurde, so an den damaligen Mitarbeiter der Kölner Galerie Luis Campagña, an den Künstler Markus Schneider. Er gestaltete für das MfMK München einen Teil der Anzeigenstrecke in der letzten Ausgabe von Artis Ende 1997. Diese Anzeigenstrecke von Markus Schneider – die erste Adaption des Projektes MfMK München – legte die Bahnung für die Kooperation des MfMK München mit dem Kieler Unternehmer Peter Niemann und der Essener Künstlerin Gunhild Söhn ab 1998 und zu einer Kooperation von Peter Niemann mit Gunhild Söhn.
Aus der Zusammenarbeit des MfMK München mit Gunhild Söhn ereignete sich eine systematische Adaption der Einladungskarten und Konzepte des MfMK München. Gunhild Söhn organisierte dann zunehmend auf dieser Basis eigene Ausstellungen.
So auch gleichzeitig der Unternehmer Peter Niemann. Auch hier kam es zu Adaptionen der Produkte des MfMK München.
Peter Niemann nutzte seine unternehmerischen Fähigkeiten. Er operierte damals in Bereiche der Kunst hinein – dies eben als Unternehmer und als Künstler. Er definierte sich als Unternehmer im Sinne einer Möglichkeit, um von hier aus der Kunst eine Form geben zu können.
Peter Niemann verwandelte zunehmend wie Gunhild Söhn die Einladungskarten und Anzeigenstrecken des MfMK München, insgesamt die Ikonografie des MfMK München in ein expressives Konzept, das die Zusammenarbeit mit anderen und realen Museen und unabhängig vom MfMK München teilweise erst möglich machte. Die Bedingungen blieben einer mimetischen Rückbindung aber verpflichtet. Parallel dazu aber weiterhin Broschüren In Zusammenarbeit mit dem MfMK München. Bekannt ist Peter Niemann durch den plakativen Aufkleber „Wenn ich hier parke, ist das Kunst“ geworden.
Neutraler insgesamt der Würzburger Unternehmer Wolfgang P. Weinhold. Anzeigen in der Kunstzeitschrift art ab 2005. Wolfgang P. Weinhold präsentierte sich als Unternehmer und sein Produkt.
Die unmittelbare Zusammenarbeit mit Gunhild Söhn und Peter Niemann lief von 1998 bis etwa 2002. Die Zusammenarbeit mit Wolfgang P. Weinhold erstreckte sich auf etwa zwei Jahre.

## Die Zusammenarbeit mit Anton Höger
Ganz anders die Zusammenarbeit des MfMK München mit dem Unternehmer und Künstler Anton Höger. Bei dieser Kooperation ging es darum, den Künstler und Schüler der Wiener Schule des Phantastischen Realismus, der ab 2000 wieder mit der Malerei begann, in eine Form der zeitgenössischen Kunst zu überführen. Die letzten beiden doppelseitigen Anzeigenstrecken wurden entsprechend gestaltet. Dieser Typ von Kooperation war durch die Einladungskarte Dr. Sauer + Partner des MfMK München vorbereitet. Die Zusammenarbeit mit Anton Höger erstreckte sich von 2006 bis 2008.

## Shuttle Service in Unterfranken
Zwischen 2002 und 2011 organisierte das MfMK München Niederlassung Würzburg mit den wichtigsten Museen und Ausstellungsstätten in Unterfranken ganz unterschiedliche Kooperationen mit dem Ziel, in Franken und dem Ausgangspunkt in Würzburg einen Shuttle Service einzurichten.
Das Projekt wurde von der sonntäglich erscheinenden Würzburger Stadtzeitung primaSonntag mit fast zwanzig Beiträgen der Redakteurin Claudia Penning-Lother begleitet.
Viele Kooperationen mit Museen z. B. mit dem Martin von Wagner Museum, mit den Städtischen Sammlungen Schweinfurt, mit den Museen Schloß Aschach (Bad Bocklet),  mit dem Museum im Kulturspeicher Würzburg,  mit dem Grafschaftsmuseum Wertheim. Über jede einzelne Station wurde berichtet. Die äußerste Grenze markierte die Zusammenarbeit mit dem Rathaus der Stadt Uffenheim. Weiterhin Kooperationen mit der AOK Würzburg, mit Schulen in Würzburg, mit Geschäftsräumen, Gaststätten, Cafés, Kneipen.
In Museen wurden hauptsächlich die Architekturskulpturen des MfMK München ausgestellt.
Das MfMK München versuchte ganz unterschiedlich aufgestellte Museen und Partner zu gewinnen. Bezogen auf diese Unternehmung hat sich das Museum in ein Organisationsbüro verwandelt. Man kann vom „Verlust des Imaginären“ sprechen.
Die Zusammenarbeiten waren locker vereinbart; auftretende Dysfunktionen haben das Ganze 2005/06 auch in Ansehung von Beteiligungsansprüchen in Richtung Singularität in eine Krise kommen lassen. Das MfMK München hat sich seit den ersten Schaltungen von Anzeigenstrecken in Kunstzeitschriften ab 1995 und den realen Kooperationen mit Museen ab 1994 von seinen heroischen Jahren des Imaginären zwischen 1991 und 1994 zunehmend verabschiedet.
Das Projekt wurde 2011 abgebrochen und bis heute nicht wieder aufgenommen.

## Die sich verhüllende Philosophie
Das MfMK München schaltete nach längerer Pause 2019 erneut Anzeigenstrecken in der Bremer Kunstzeitschrift artist. Die Anzeigenstrecke in Ausgabe 119 „Neue Arbeiten von Udo Kittelmann“ reflektiert auf den Beitrag der Künstlergruppe Fort in Ausgabe 118. Das MfMK nimmt hiermit weiterhin Bezug auf die vierundzwanzig Jahre vorher geschaltete Anzeige in der Kunstzeitschrift Texte zur Kunst 1995.
Wiederholungen, Erweiterungen und Überleitungen von ganzen Anzeigenstrecken verweisen insgesamt auf einen Text (Subtext), der prozessual entwickelt wird.
In Texte zur Kunst wurden 1995/96 durchgehend von der Nr. 19 bis zur Nr. 23 Anzeigen publiziert. Hier wurden auch einige Anzeigen geschaltet, die sich allein durch den Schriftzug „Anzeige: MfMK“ links oben oder rechts oben als Anzeigen des MfMK München ausweisen. Das Thema Sachlichkeit wurde gerade mit diesen Anzeigenstrecken in dieser Kunstzeitung vorgetragen. Die Anzeigen bauen sich in diesen Textbüchern der Kunstzeitschrift selbst zu einem Text zusammen.
Die Anzeigen in dem philosophischen Journal der blaue reiter zeigen die Ausrichtung dieser Anzeigen in Kunstzeitschriften an.
Die Anzeigenstrecken kommunizieren miteinander über einen teilweise weit auseinander liegenden Zeitraum (Allelopoiese). Im Sinne eines Zusammenhangs von Gegenwart und Vergangenheit, von Geschichte und Geschichte erschließen sich die einzelnen Texte in den einzelnen Kunstzeitschriften.

## Wichtige Ausstellungen
- 1994: Ein Kunstverein im Vergehen. Die gegenwärtige Not des Württembergischen Kunstvereins Stuttgart. Es spricht Friedrich Hölderlin. Im Gasthof zur Einfalt. Württembergischer Kunstverein Stuttgart
- 1994/1995: Goya. Die Harlekingesellschaft. Halbzeit der Ready-mades. G. Baselitz. Ohne Titel, Weserburg Museum für moderne Kunst, Bremen
- 1995: Orte der Kunst. Aneignungstrategien des Kunstbetriebes zwischen Kunst und Ideologie. Innerhalb der Ausstellung Ernst Hermanns. Ein Raum. Kunstverein für die Rheinlande und Westfalen, Düsseldorf
- 1995: Der Löwenmensch. Der gegenläufige Spannungsbogen von gestern und heute: der Löwenmensch, 32.000 Jahre zurück: zur neuesten Technologie: das Jüngste und das Älteste.  Ulmer Museum
- 1995: Günter Fruhtrunk innerhalb der Ausstellung Hans Arp, Kunsthalle Nürnberg
- 1995: Thomas Schütte – können lilien lügen? Württembergischer Kunstverein, Stuttgart
- 1995: Edgar Degas. Orte der Kunst, Sprengel Museum
- 1995: Mitteilung des Museums für Moderne Kunst München, Art Frankfurt
- 1995: Kunst – Ein Stück Lebenskraft, Kunsthalle zu Kiel
- 1995: Formationen der unmittelbaren Raumstörung Teil I Huldigung an Parmigianino. Innerhalb der Ausstellung Vadim Zakharov – Der letzte Spaziergang durch die Elysischen Felder. Retrospektive 1978–1995, Kölnischer Kunstverein
- 1995: Corot in Deutschland. Innerhalb der Ausstellung Michael Biberstein – Stirnwände, Kunstverein Freiburg
- 1997: James Lee Byars: The House of the Zeitgeist by James Lee Byars. James Lee Byars meets Gerrit van Honthorst. The Agony in the Garden, Frankfurter Kunstverein
- 1997: Max Bill Meets Goya, Wilhelm-Hack-Museum, Ludwigshafen
- 1997: Die Schule des Imaginären. W. Clement / Geld. G. W. Költzsch / Kunst. Mitteilung an die Leihgeber der Ausstellung „Die Schule des Imaginären“ In der Ausstellung „Ein Tag früher“ werden folgende Arbeiten ab 22. September bis 19. Oktober von 10.00 bis 18.00 gezeigt. M. Broodthaers, E. Sturtevant, J. Kosuth, …, Kunstverein Ruhr e. V., Essen
- 1997: Kunstturner – Kunst und Sport 1997. Kunstturner der Uniwettkampfmannschaft am Schwebebalken, am Seitpferd und Boden, Das Projekt Museum für Moderne Kunst München, Kunsthalle zu Kiel
- 1999: Die Einladungskarten des Museums für Moderne Kunst München (1992–1998). Carte Blanche. Das Museum für Moderne Kunst München in der Kunstzeitschrift Artis. Raumdialektik und Kugeltransfiguration. Model. Geschichte. Außen. Heute, Heidelberger Kunstverein
- 1999: Hans-Peter Porzner. Das Projekt Museum für Moderne Kunst München. Das Paul Pozozza Museum in Zusammenarbeit mit Museum für Moderne Kunst München. Warhol meets Noland. 1952 – 1980 – 1997, Neuer Berliner Kunstverein
- 1999: Das Museum für Moderne Kunst München präsentiert: Das Archiv Hans Baschang, Kunstverein Heilbronn
- 2000: ein|räumen. Arbeiten im Museum 60 aktuelle Projekte in der Hamburger Kunsthalle. Es sprechen Uwe M. Schneede: Hamburger Kunsthalle, Hans-Peter Porzner, Museum für Moderne Kunst München, Hamburger Kunsthalle
- 2008/09: Heimspiel II. Die Städtische Sammlung neu sehen. Raum 5 der Städtischen Sammlung: Berühmte Blicke – Wie kann Stadtmalerei heute aussehen? Ausgewählte Werke der Sammlung und neue Arbeiten von Hans-Peter Porzner. Museum für Moderne Kunst München präsentiert Karl Walther, Museum im Kulturspeicher, Würzburg

## ein|räumen Hamburger Kunsthalle
Hervorzuheben ist die Ausstellung ein|räumen Arbeiten im Museum. 60 aktuelle Projekte in der Hamburger Kunsthalle. Die Ausstellung wurde von Frank Barth und Friederike Wappler kuratiert. An der am 20. Oktober 2000 von Uwe M. Schneede und Hans-Peter Porzner eröffneten Ausstellung wirkten beispielsweise Marcel Duchamp, George Maciunas, Claes Oldenburg, Ben Vautier, Robert Filliou, Gordon Matta-Clark, Blinky Palermo und Hans-Peter Porzner mit seinem imaginären Museum für Moderne Kunst München mit. Die Rede von Hans-Peter Porzner führte zu einem großen Eklat. Die Kuratoren haben Porzner als Künstler eingeladen und präsentierten die Einladungskarten des Museums für Moderne Kunst München im Untergeschoss des Neubaus der Kunsthalle, der Galerie der Gegenwart, zusammen mit anderen Künstlern der Ausstellung.  Das Projekt MfMK München wurde damit entobjektiviert. Porzner steuerte dem entgegen, indem er über Künstler sprach, die eben gerade nicht ausgestellt waren. Es waren Künstler, mit denen Porzner im Rahmen des MfMK München schon länger zusammenarbeitete, zu denen aber die Kuratoren der Kunsthalle aus „wissenschaftlichen Gründen“ (Friederike Wappler) auf Distanz gingen. Er unterlief damit das Konzept der Ausstellung.

## Preise und Stipendien
- 1989, Förderpreis der Landeshauptstadt München
- 1995, Stipendium der Landeshauptstadt München